# Yōko Ogawa
Yōko Ogawa (jap. 小川 洋子 Ogawa Yōko; ur. 30 marca 1962 r. w Okayamie, w prefekturze Okayama) – japońska pisarka powieści, esejów, opowiadań i non-fiction.  

## Twórczość
W latach 1980–1984 studiowała na Wydziale Literatury Uniwersytetu Waseda w Tokio. W czasie studiów należała do „Koła Literatury Współczesnej” (Gendai Bungaku-kai).
Swoją pierwszą książkę opublikowała w 1988 roku. Łącznie napisała ponad czterdzieści różnego rodzaju dzieł literackich, zarówno beletrystycznych, jak i non-fiction. Najpopularniejsze tytuły zostały przetłumaczone na wiele języków, także na język polski.
Autorka publikuje także prace non-fiction. W 2006 roku Ogawa wspólnie z matematykiem Masahiko Fujiwarą, napisała Yo ni mo utsukushii sūgaku nyūmon („An Introduction to the World’s Most Elegant Mathematics”), książkę poświęconą pięknu i fascynacji liczbami.
Na podstawie jednej z powieści pt. Ukochane równanie profesora, japoński reżyser, Takashi Koizumi, nakręcił w 2006 roku film pt.: The Professor's Beloved Equation. 
Wiele współczesnych pisarek japońskich szuka nowych środków wyrazu. Szczególnie w latach 90. XX w. wykorzystywały komiksy, TV, gry komputerowe. Yōko Ogawa skupia się na ledwie uchwytnych przemianach odczuć zmysłowych, powstających pod wpływem spotkań z innym człowiekiem.

## Nagrody
Za swoje prace literackie Ogawa zdobyła wiele nagród, w tym: 
- Nagroda im. Akutagawy za Ninshin karendā („Pregnancy Diary”) w 1990 r.;
- Nagroda Literacka Yomiuri za Hakase no aishita sūshiki w 2004 r. (wyd. polskie: „Ukochane równanie profesora”, 2019);
- Tanizaki Prize za Mīna no kōshin („Meena's March”) w 2006 r.;
- Shirley Jackson Award za Daibingu pūru, („The Diving Pool”) w 2008 roku.

Yōko Ogawa mieszka ze swoim mężem i synem w Ashiya, w Japonii. 

## Książki wydane po polsku
Poniższe pozycje ukazały się w tłumaczeniu Anny Horikoshi: 
- Ukochane równanie profesora (Hakase no aishita sūshiki);
- Muzeum ciszy (Chinmoku hakubutsukan);
- Miłość na marginesie (Yohaku no ai)[4];

Tłumaczenie Anny Karpiuk:
- Grobowa cisza, żałobny zgiełk (Kamoku na shigai, midara na tomurai)[5].
- Podziemie pamięci[6]